# Ummelandsfarere
Ummelandsfarere var hansaens betegnelsen for købmænd, der sejlede nord om Skagen på vej til eller fra de indre danske farvande. Det var først og fremmest nederlandske og engelske købmænd, som siden midt i 1200-tallet sejlede ummeland (nord om Jylland og ned gennem Øresund) for at deltage i Østersøhandelen. Alternativet var at losse godset ved Hamborg og føre det over land til Kiel eller Lübeck for genindskibning. Ummelandsfarere nævnes første gang i det 13. århundrede i forbindelse med kong Abels tildeling af privilegier til Skånemarkedet i 1251. I begyndelsen foregik trafikken primært med henblik på at deltage i Skånemarkedet, men fra slutningen af 1300-tallet blev direkte handel med områder langt inde i Østersøen mere dominerende.
Ummelandsfarten var af afgørende betydning for søhandlen, da hamp fra Rusland, egetræ fra Polen og fyrretræ fra Sverige var uundværlige ved bygning af skibe. En afbrydelse ville betyde, at skibene ikke kunne sejle, fordi de manglede nye sejl (af hamp), nye master (af fyr) eller nye planker (af eg). Derfor var det vigtigt for søfartsnationerne at sikre, at intet land kunne stoppe ummelandsfarten, og derfor måtte Danmark berøves Skåne, Halland og Blekinge. Omvendt kom hollænderne Danmark til undsætning, da svenskerne var ved at erobre hele landet.
Ordet staves af og til fejlagtigt "ummerlandsfarer".